# 의령 수성리 지석묘군
의령 수성리 지석묘군(宜寧 修誠里 支石墓群)은 대한민국 경상남도 의령군 가례면 수성리에 있는 고인돌 군이다. 1997년 12월 31일 경상남도의 기념물 제191호로 지정되었다.

## 개요
지석묘는 청동기시대의 대표적인 무덤으로 고인돌이라고도 부르며, 주로 경제력이 있거나 정치권력을 가진 지배층의 무덤으로 알려져 있다.
우리나라의 고인돌은 4개의 받침돌을 세워 돌방을 만들고 그 위에 거대하고 평평한 덮개돌을 올려 놓은 탁자식과, 땅 속에 돌방을 만들고 작은 받침돌을 세운 뒤 그 위에 덮개돌을 올린 바둑판식으로 구분된다.
수성리의 가례초등학교를 중심으로 남북에 자리하고 있는데, 북쪽 들판에 3기, 남쪽의 밭에 1기가 있다. 북쪽의 1·2·3호는 모두 한 줄로 늘어서 있으며 바둑판식이다. 규모를 보면 1호는 길이 1.9m, 너비 1.6m이고, 2호는 길이 3.6m, 너비 1.6m이며, 3호는 길이 1.5m, 너비 1.2m이다. 남쪽에 위치한 4호는 길이 2.7m, 너비 1.7m이며 덮개돌 아래에 있는 받침돌들이 일부 드러나 있다.
현재는 4기 밖에 없으나 주민들에 의하면 예전에는 여러 기가 더 있었다고 한다.

## 참고 문헌
- 의령 수성리 지석묘군 - 국가유산청 국가유산포털